# Brown Point
Der Brown Point (englisch für Braune Landspitze) ist eine Landspitze an der Nordküste von Südgeorgien. Sie liegt zwischen dem Steep Point und dem Glacier Point am Ostufer der Possession Bay.
Der deskriptive Name der Landspitze ist erstmals in einer Landkarte der britischen Admiralität aus dem Jahr 1938 enthalten, die auf Vermessungen bei den Discovery Investigations von 1930 basieren.